# Ярославское шоссе
Это статья про улицу в Москве. Про улицу в Королёве и автодорогу Москва — Ярославль см. М8.
Яросла́вское шоссе́ (разг. Ярик, Яросла́вка) — улица Москвы в Ярославском районе Северо-Восточного административного округа. Проходит от проезда Серебрякова до границы города в районе пересечения с МКАД.

## Описание
Ярославское шоссе начинается от Северянинского путепровода и развязки с проездом Серебрякова, Северянинским проездом, Енисейской улицей, Северо-Восточной хордой (Московским скоростным диаметром) и проходит на северо-восток как продолжение проспекта Мира. Справа к шоссе примыкают улица Красная Сосна, проектируемые проезды № 5060, № 5061, № 5059 (выезд на улицу Вешних Вод) и улица Проходчиков, слева — Хибинский переулок, Сержантская и Федоскинская улицы. Затем шоссе пересекает Малыгинский проезд по Малыгинской эстакаде, после чего слева примыкают проектируемый проезд № 6491, улица Егора Абакумова и Холмогорская улица, справа — улица Ротерта. За 94-м километром переходит в Ярославское шоссе — федеральную трассу М8 «Холмогоры».
В начале шоссе — 6-полосное, при подходе к МКАД становится 8-полосным. Заканчивается как московская улица крупной первой в России четырёхуровневой развязкой с МКАД. Шоссе имеет разнохарактерную застройку, на всём протяжении присутствует только один памятник архитектуры, который может служить визуальным акцентом, — храм Святых Мучеников Адриана и Наталии.

## История и название
Одна из древнейших дорог, ведущих из Москвы на север. Дорога из Москвы в Переславль-Залесский и Ярославль сформировалась ещё в XII веке. В древности именовалась Переяславской дорогой — по более близкому к Москве Переславлю-Залесскому, а после утверждения опричнины — Слободской. С конца XIV века важным центром стал Троице-Сергиев монастырь и тракт стал называться Троицкая дорога или Большая Троицкая дорога, иногда — Александровская дорога. По этой дороге из Сибири в Москву везли железо, медь, меха, золото. С Камы везли соль, из Архангельска — белую и красную рыбу, из Вологды — грибы, мёд, ягоды, из Ростова — овощи.

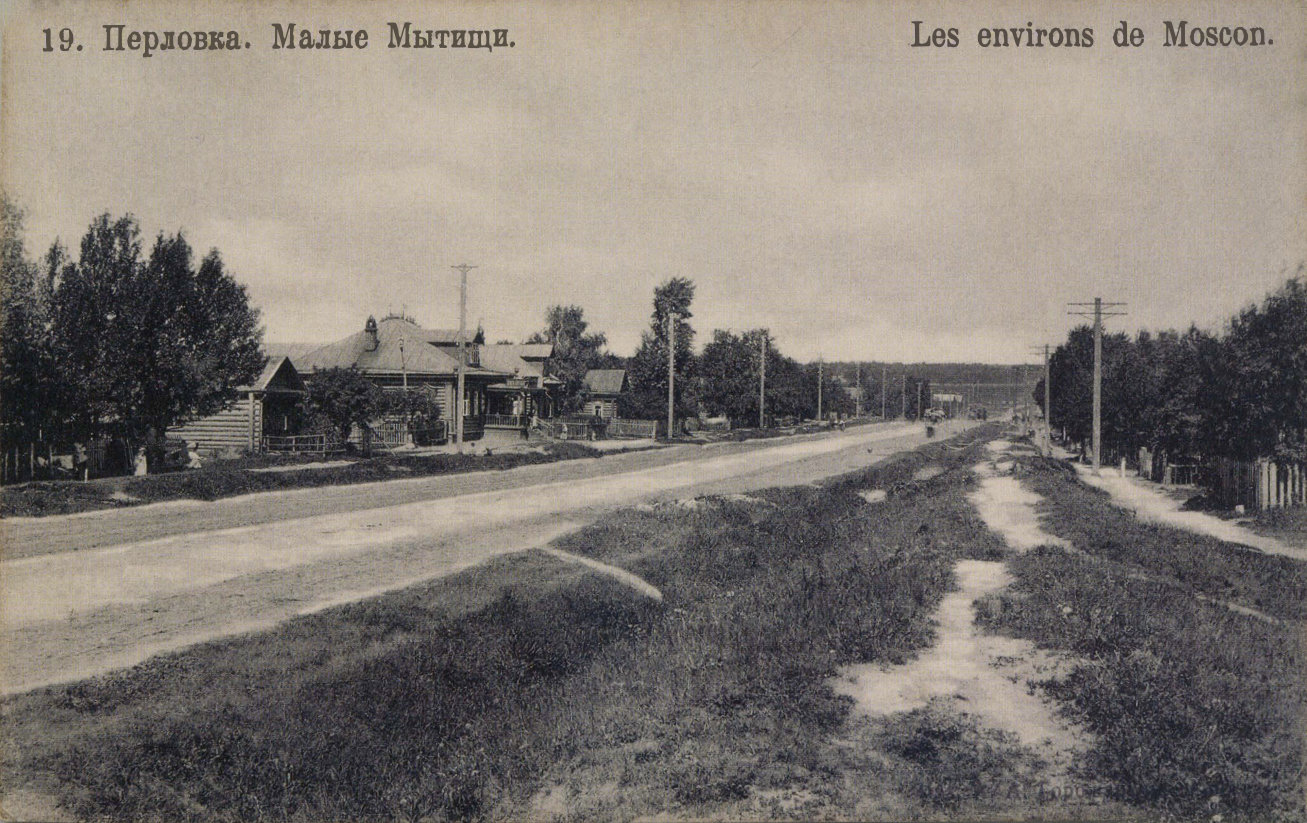
В 1910-х

С XV века вдоль дороги в Алексеевском, Ростокино и других сёлах строились царские путевые дворцы. Близ дороги находились вотчины князей Черкасских, Хованских, Пожарских (см. Свиблово, Леоново, Медведково). Дорога была шоссирована в конце XVIII — начале XIX веков. В XIX веке в районе Ярославского шоссе строились полукустарные заводы, текстильная фабрика и другие, в Лосиноостровске (позже Бабушкин) — дачи. Дорога проходила вдоль посёлков Красная сосна, Мыза Раево, Малые Мытищи и части города Бабушкин, которые в 1960 году в связи с постройкой МКАД вошли в состав Москвы.
В 1930-х годах в связи с постройкой ВСХВ Ярославское шоссе реконструировано. До включения начального звена 13 декабря 1957 года в проспект Мира шоссе начиналось от Крестовского путепровода и шло до Ново-Останкина, где переходило в Большую Алексеевскую, а затем в Большую Ростокинскую улицу. Название Ярославского шоссе вновь возвращалось к этой трассе, только севернее Малого кольца Московской железной дороги. Данные улицы вошли в состав шоссе 11 ноября 1955 года. В настоящее время Ярославское шоссе начинается от Северянинского путепровода.

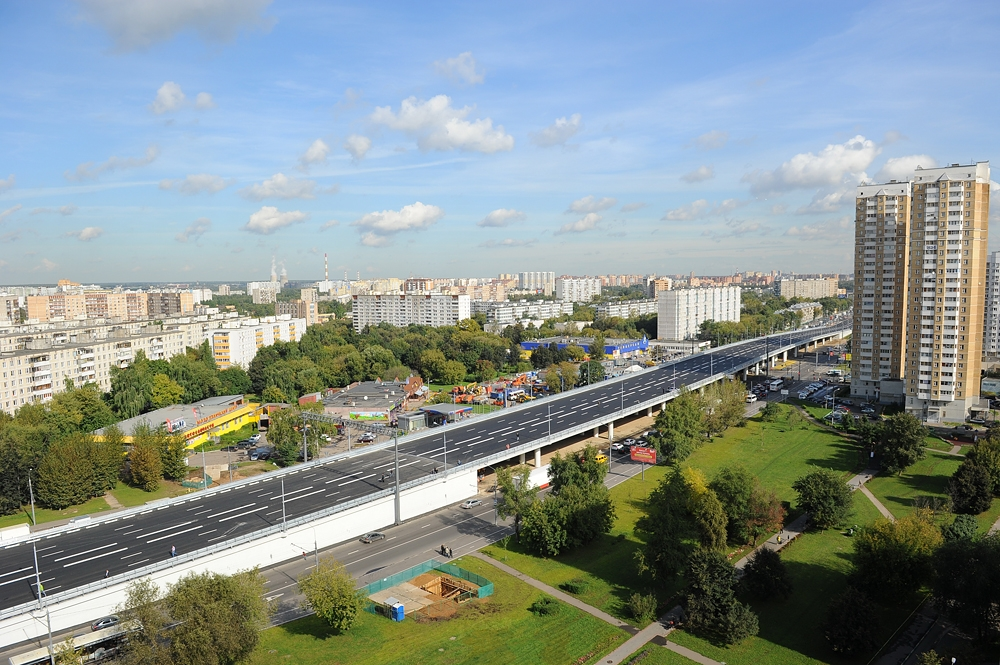
Открытие развязки Ярославского шоссе и Малыгинского проезда, 2013 год

В 2012—2013 годах произошла реконструкция Ярославского шоссе, которая включила строительство двух дублёров шоссе (на нечётной стороне от Северянинского путепровода до МКАД и на чётной стороне от Северянинского путепровода до улица Ротерта) и двух эстакад (на улице Вешних Вод и Малыгинском проезде). Весной 2017 года реверсивная полоса на Ярославском шоссе заменена на разделительный барьер. 6 сентября 2021 года был открыт участок Северо-Восточной хорды (Московского скоростного диаметра), который связывает Ярославское и Открытое шоссе, а 10 сентября 2022 года — участок между Ярославским и Дмитровским шоссе.

## Примечательные здания и сооружения
- На Ярославском шоссе расположен один из крупнейших вузов страны — Московский государственный строительный университет (бывший МИСИ; дом 26), а также Московский издательско-полиграфический колледж и ряд других учебных заведений, в основном расположенных в начале шоссе;
- Храм Адриана и Наталии в Бабушкине (дом 95), построенный в 1914—1916 годах в новорусском стиле архитектором В. Д. Глазовым;
- Ярославское шоссе проходит по уникальной, первой в России четырёхуровневой транспортной развязке на его пересечении с МКАД;
- В 2014 году реконструирован сквер на Ярославском шоссе, установлена скульптурная композиция «Паломники, идущие в Троице-Сергиеву лавру». В 2015 году по результатам голосования парку присвоено название «Хибинский сквер»[8].
- Возле дома № 118 установлена скульптурная композиция[9], посвящённая 200-летию со дня рождения М. В. Ломоносова. В 1730 году по этой дороге Михаил Васильевич держал свой путь из Холмогор в Москву вместе с рыбным караваном.